# Apple CP/M
Apple CP/M war die CP/M-Version für den Apple II. Um sie nutzen zu können, muss der Rechner mit einer Z80-Steckkarte ausgerüstet sein.

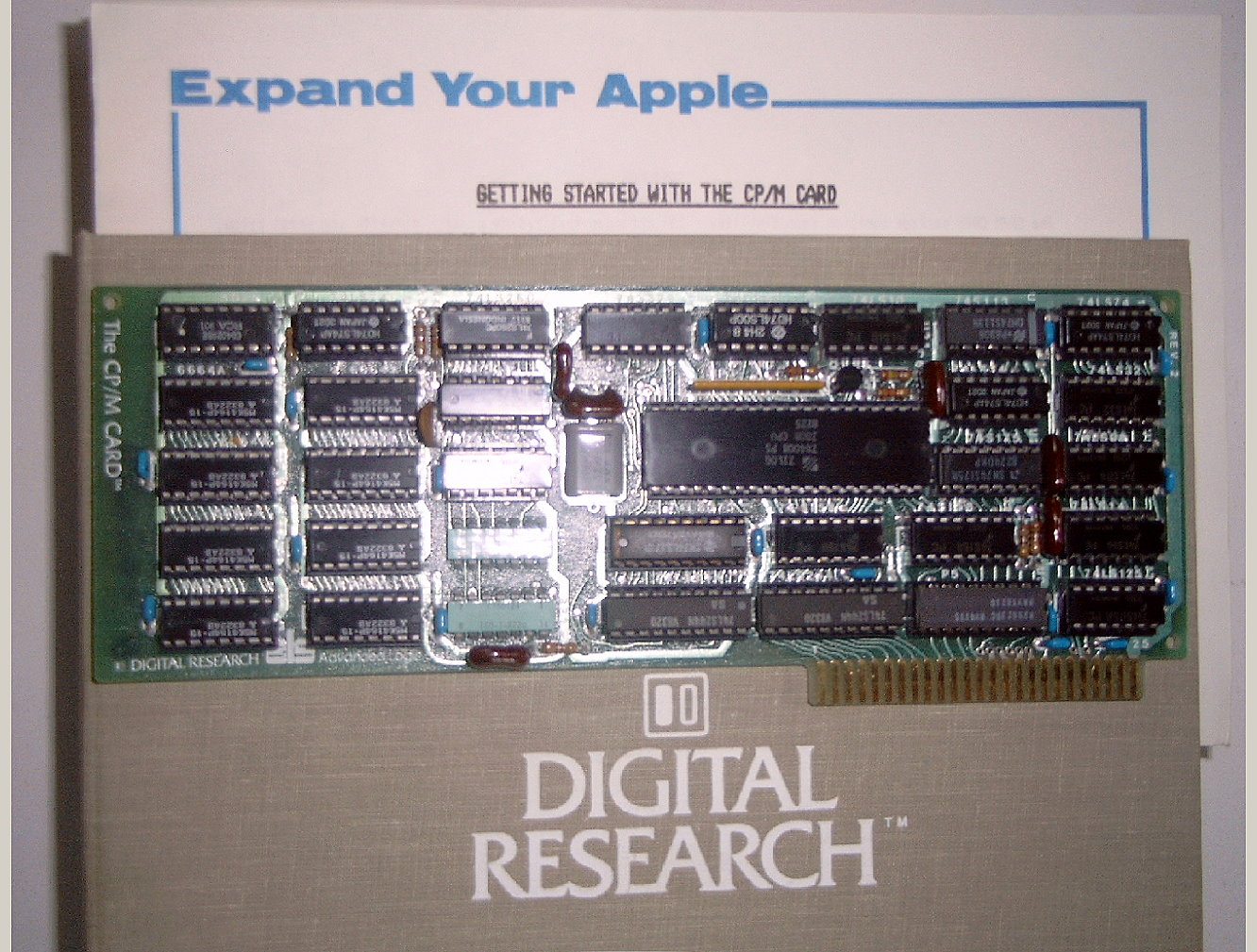
Apple-CP/M-Karte (ALS CP/M Card, nicht MS-Softcard) auf dem Handbuch

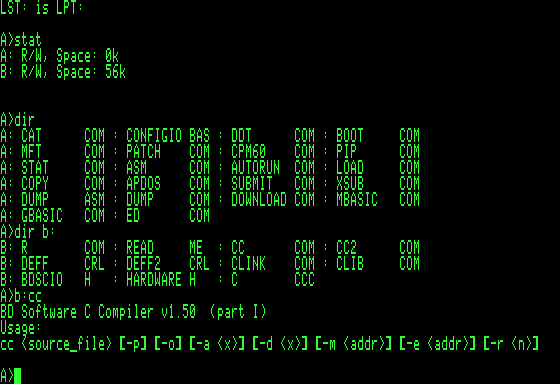
Apple CP/M Screenshot

Der Apple II war dank Visicalc nach kurzer Zeit zum Verkaufsschlager geworden; nachdem sich viele das Gerät nur wegen dieser weltweit ersten und zunächst einzigen Tabellenkalkulations-Software gekauft hatten, die anfänglich nur für den Apple erhältlich war, folgte aber schnell die Ernüchterung: Man konnte zwar dank des eingebauten BASIC-Interpreters recht schnell kleinere eigene Programme erstellen und mit Visicalc auch Kalkulationen ausführen; eine (wirklich) gute Textverarbeitung oder eine Datenbank suchte man jedoch vergeblich. Die gab es zwar, in Form von WordStar und dBASE, aber nur für das damalige Standardbetriebssystem CP/M, und das (wie auch die Programme dafür) lief nicht auf dem Apple II, da dieser einen 6502-Prozessor enthielt, CP/M und seine Programme damals aber nur auf 8080-Prozessoren oder dem aufwärtskompatiblen Z80 liefen.
Da der Apple II mit seinen damaligen gut 50 % Marktanteil ein enormes Potential bot, arbeiteten viele an Erweiterungskarten mit einem solchen Prozessor darauf, mit denen man CP/M und damit eine – für damalige Verhältnisse – gewaltige Anzahl von Programmen auf dem Apple laufen lassen konnte. Die Firma Microsoft (damals noch „Micro-Soft“ geschrieben) gewann das Rennen mit ihrer „Softcard“ genannten Zusatzkarte, die einen Z80-Prozessor und die nötige Glue Logic enthielt, um diesen in das andersartige 6502-Bussystem des Apple einzubinden. Die Karte wurde mit einer von Digital Research lizenzierten Version von CP/M geliefert. Die Hardware der Karte hatte Microsoft dabei von einer Drittfirma entwickeln lassen, ihre eigene Leistung bestand somit vor allem in der Organisation des Projektes und im Marketing.
Das Ziel von Microsoft mit der Softcard war eigentlich eine Erschließung eines zusätzlichen Kundenkreises für ihre eigenen CP/M-basierten Interpreter und Compiler für verschiedene Programmiersprachen, aber die meisten Käufer erwarben die Karte nicht zum Programmieren, sondern vor allem, um diverse fertige Bürosoftware anderer Hersteller nutzen zu können (z. B. dBASE der Firma Ashton-Tate). Schon bald erschienen auch diverse Nachbauten der Softcard von anderen Firmen.
Etwas später kamen leistungsfähigere Z80-Karten auf den Markt: Digital Research selbst vertrieb etwas später die sogenannte ALS-Card, mit eigenem 64-KB-Hauptspeicher und einem wesentlich schneller getakteten Z80 (6 MHz). Diese konnte sich aber am Markt gegen die etablierte MS Softcard nicht mehr durchsetzen. Auch andere brachten Z80 Karten auf den Markt: z. B. Applied Engineering. Die Grundlage für den Geschwindigkeitsrekord bei den Z80 Karten legte die Applicard von PCPI: ein Retro-Projekt von Alex Freed ergab ca. 2009 einen Klon der ursprünglich mit 6 MHz getakteten Applicard unter dem Namen Freed-card. Diese konnte theoretisch mit bis zu 20 MHz betrieben werden. Um dies einschätzen zu können, muss man wissen, dass die ursprüngliche Softcard von Microsoft zwar mit 4 MHz getaktet war, aber aufgrund des Timesharings mit dem 6502 nur 50 % der Takte selbst nutzen konnte. Damit brachte es die Softcard nur auf ein Äquivalent von 2 MHz. Für jede nicht direkt zur Softcard kompatible Karte wurden Varianten des Betriebssystems mit entsprechend angepasstem BIOS erstellt.
Den meisten Nutzern und Kritikern von Microsoft-Software heute unbekannt, aber nicht weniger interessant, ist die Tatsache, dass diese Karte gut zwei Jahre lang (1979–1981) die Haupteinnahmequelle für Microsoft war, als die junge Firma noch keine Betriebssysteme und Büroanwendungen, sondern praktisch nur Compiler und Interpreter für verschiedene Programmiersprachen anbot, die sich nur in mäßigen Stückzahlen an den Käufer bringen ließen. Aufgrund der Erfahrungen, die diese Firma mit Heimcomputern und der passenden Software hatte, nahm IBM 1980 Kontakt mit Microsoft auf und bat um ein Betriebssystem nebst BASIC für den gerade in Entwicklung befindlichen IBM-PC.